# إرنست نوواما
إرنست نوواما (مواليد 1 نوفمبر 2003) هو لاعب كرة قدم غاني يلعب في مركز المهاجم في نادي نوردشيلاند.

## وصلات خارجية
- إرنست نوواما على موقع قاعدة بيانات كرة القدم.إي يو (الإنجليزية)
- إرنست نوواما على موقع ليكيب (الفرنسية)
- إرنست نوواما على موقع ناشيونال فوتبول تيمز (الإنجليزية)
- إرنست نوواما على موقع Soccerway.com (الإنجليزية)
- إرنست نوواما على موقع عالم كرة القدم.نت (الإنجليزية)
- إرنست نوواما على موقع GSA (الإنجليزية)